# 沃特福德米爾斯 (印地安納州)
沃特福德米爾斯（英語：Waterford Mills）是位於美國印地安納州埃爾克哈特縣的一個非建制地區。該地的面積和人口皆未知。